# Яндач, Йозеф
Йозеф Яндач (чеш. Josef Jandač; род. 12 ноября 1968, Бероун, Среднечешский край) — чешский хоккейный тренер. Был главным тренером сборной Чехии с 2016 по 2018 год.

## Биография
Играл в хоккей в чемпионате Чехословакии (третья лига) за команду «Горацка Славия Тршебич». Закончил карьеру в 1993 году по состоянию здоровья в возрасте 24 лет.
В 1994 году начал тренерскую карьеру. Работал в Южной Корее, чешских командах первой лиги. В 2001 году стал тренировать клуб «Били Тигржи Либерец», с которым в 2002 году пробился в Экстралигу. Потом работал с «Ческе-Будеёвице», снова вывел команду в Экстралигу после годичного перерыва в 2005 году. После трёх сезонов в «Ческе-Будеёвице» был назначен ассистентом Владимира Ружички в сборной Чехии. Со сборной завоевал золотую медаль чемпионата мира 2010 года. После этого стал главным тренером клуба «Пардубице». Отработав там год, перешёл в пражскую «Спарту». За 4 сезона в «Спарте» дважды завоёвывал медали чешского чемпионата: бронзу в 2014 году и серебро в 2016-м. Летом 2016 года был назначен главным тренером сборной Чехии. Со сборной он остановился в шаге от медалей Олимпийских игр 2018 года, заняв 4 место.
Начиная с сезона 2018/19 — главный тренер магнитогорского «Металлурга». Отправлен в отставку 6 сентября 2019 года.
В начале 2020 года был назначен на должность ассистента главного тренера пражской «Спарты».

## Достижения

### Главный тренер
- Чемпион чешской первой лиги 2002 и 2005

- Серебряный призёр Экстралиги 2016 и 2022
- Бронзовый призёр Экстралиги 2008, 2011 и 2014

### Ассистент
- Чемпион мира 2010